# مزار شیخ ابوالقاسم گرکانی
مزار شیخ ابوالقاسم گرکانی: نام وی منسوب به قریه «کوراکان» یا «کرکان» به ضم کاف اول و تشدید و فتحه راء است که در حوالی توس واقع شده است با این حال او به‌اشتباه «گورکانی» و «گرگانی» هم خوانده می‌شود. بنای مزار مربوط به دوره معاصر است و در شهرستان تربت حیدریه، روستای شیخ ابوالقاسم واقع شده و این اثر در تاریخ ۱۷ اسفند ۱۳۸۱ با شمارهٔ ثبت ۷۶۱۴ به‌عنوان یکی از آثار ملی ایران به ثبت رسیده است.